# Bělověžský národní park

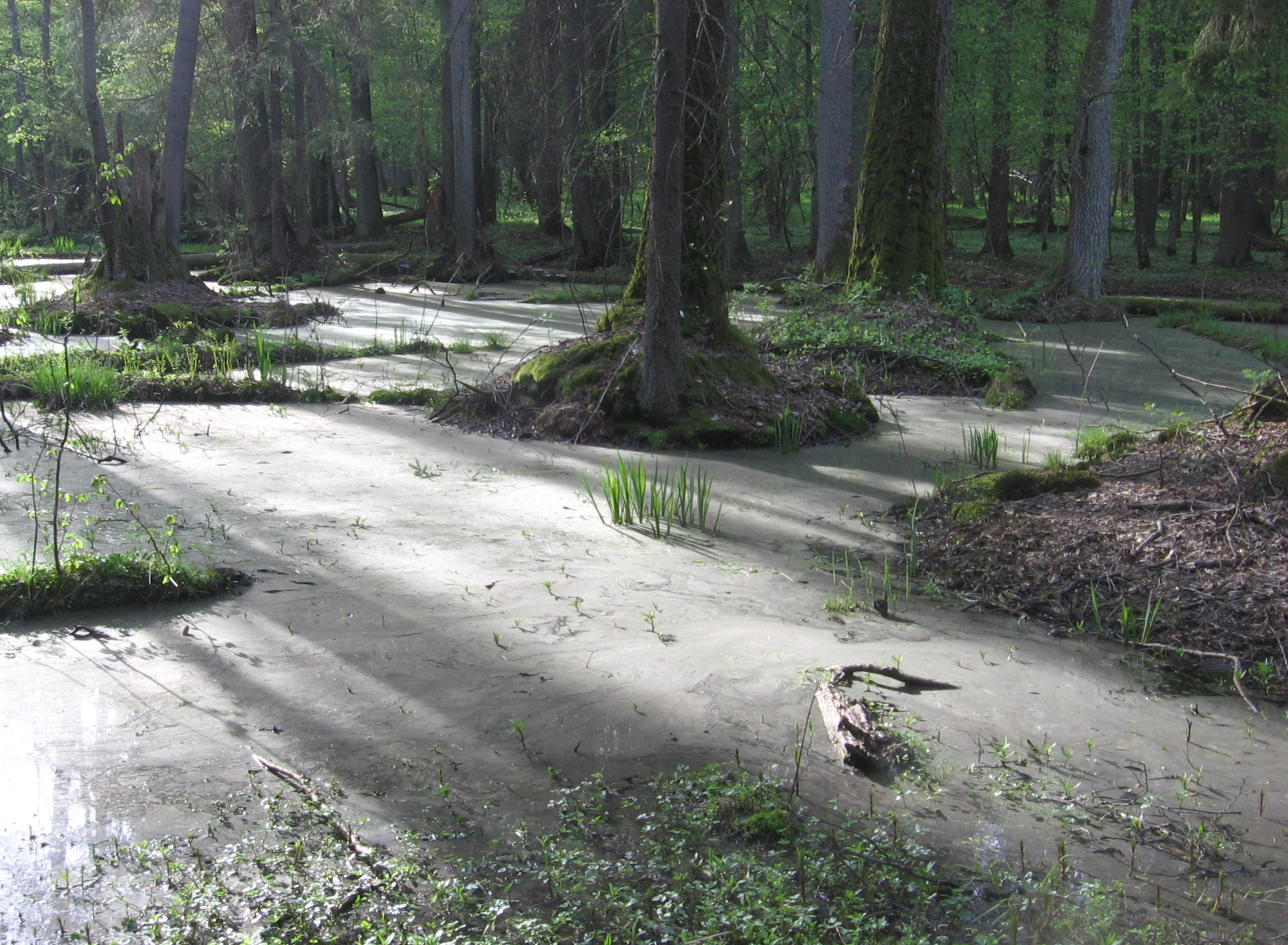
Močál v Bělověžském národním parku s ostrůvky stromů.

Bělověžský národní park (bělorusky Нацыянальны парк Белавежская пушча, polsky Białowieski Park Narodowy) je běloruský a polský národní park. Na polské straně se rozkládá v Podleském vojvodství a na běloruské straně v Brestské a Hrodenské oblasti. Obě části na sebe plynule navazují, ale hranice mezi nimi je pro lidi i větší zvěř neprostupná. Předmětem ochrany je v tomto parku původní temperátní Bělověžský prales a populace zubra evropského a jiných divokých zvířat. Park je tzv. biosférickou rezervací UNESCO.

## Popis
Park se nachází v nížině na řekách Narewka, Hwoźna a Łutownia, územím též protékají menší říčky Przedzielna, Sirota a Orłowka. Občas se zde vyskytují močály. Půdy jsou propustné písčité. Prales je smíšený s převahou listnáčů, pozoruhodné jsou staleté duby. V rezervaci volně žije mnoho zvířat, mezi nejzajímavější patří ještě nedávno značně ohrožení evropští zubři nebo kdysi vyhynulí zpětně vyšlechtění tarpani. Turisté se smějí pohybovat jen po vyznačených cestách, případně po lesní turistické úzkokolejce.

## Okolní vesnice
Z okolních vesnic je nejdůležitější Bělověž, dále jsou to Pogorzelce, Teremiski a Zamosze.

## Galerie

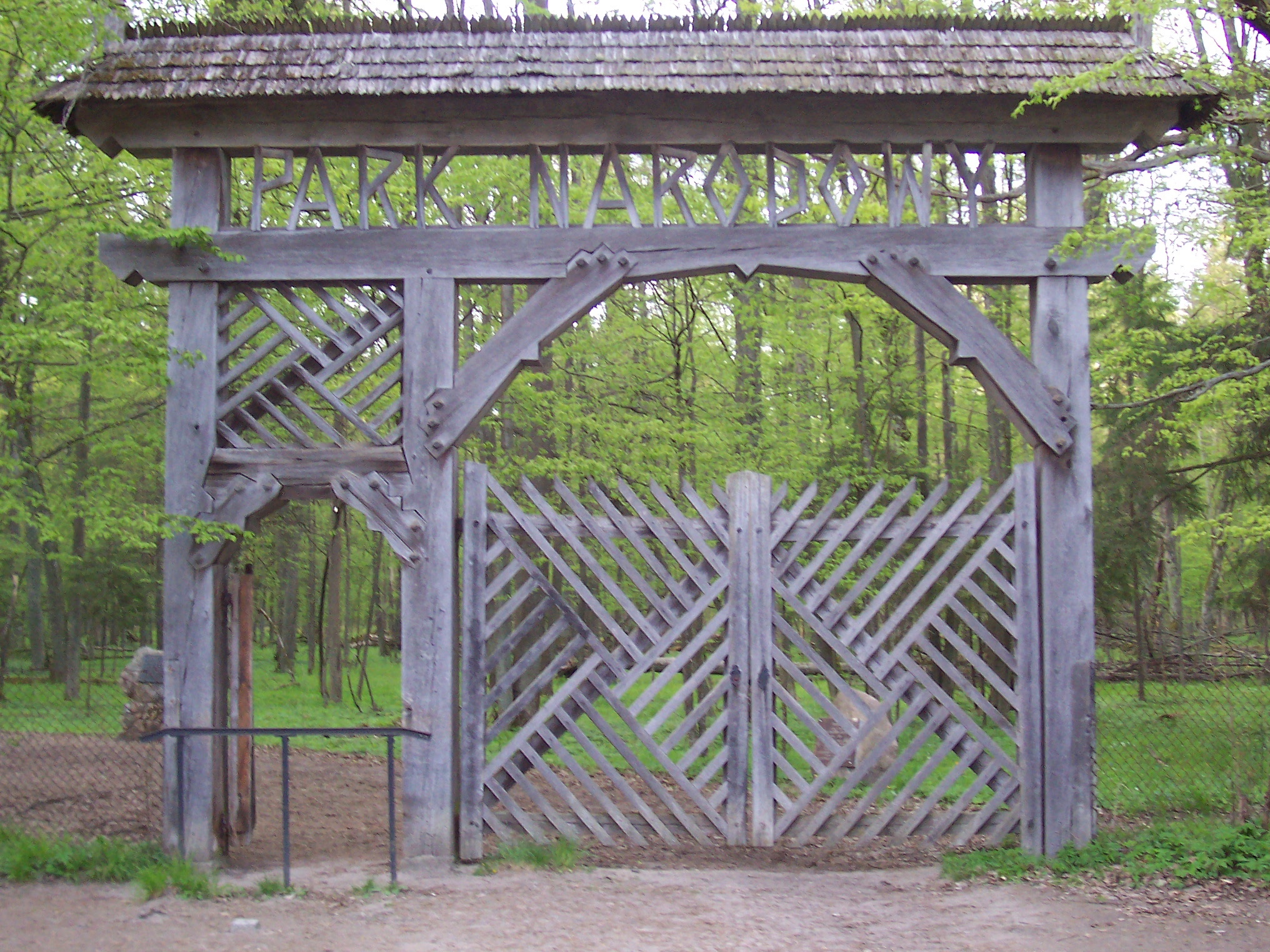
Vstupní brány do parku.
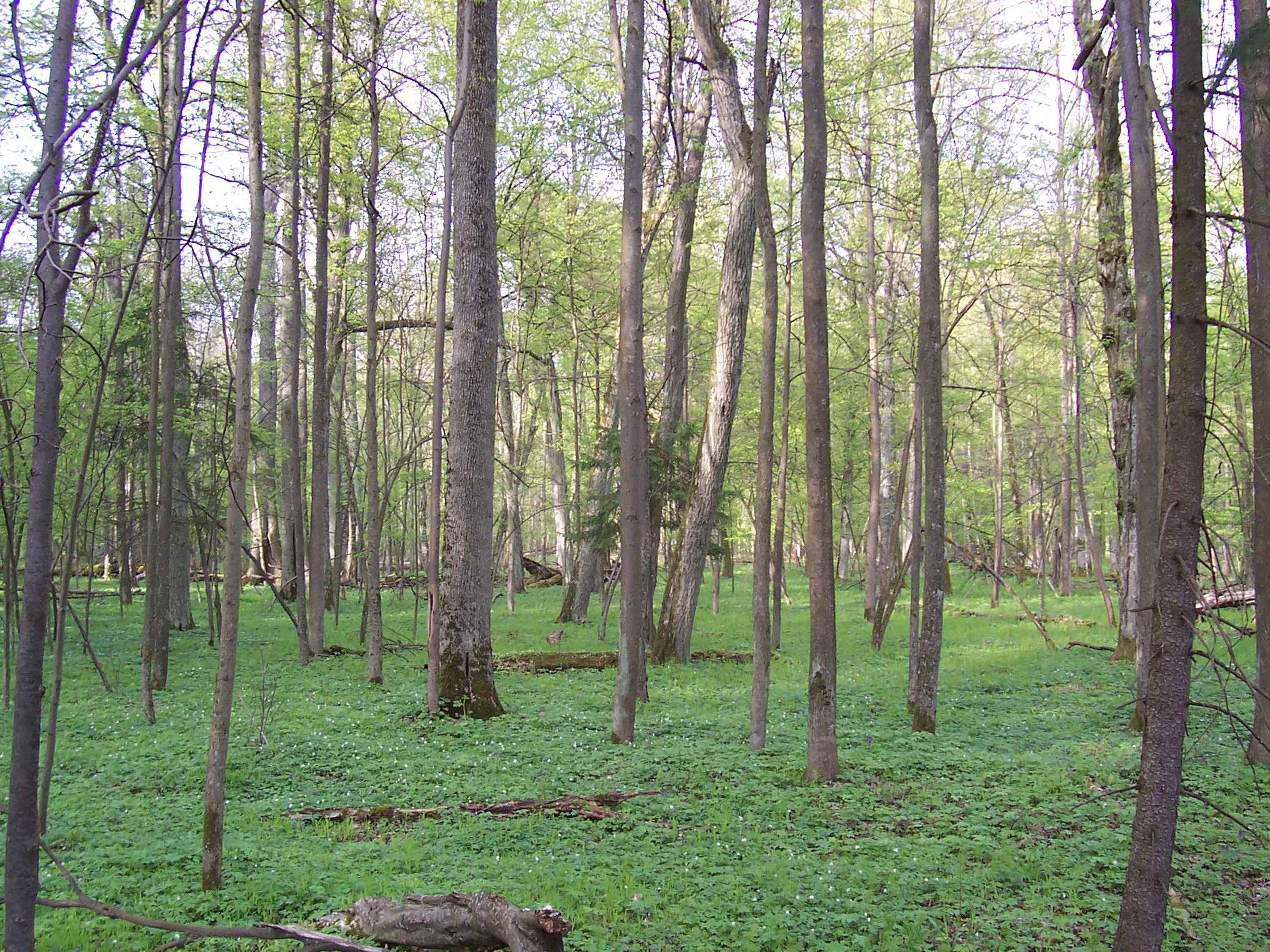
Bělověžský národní park v květnu.
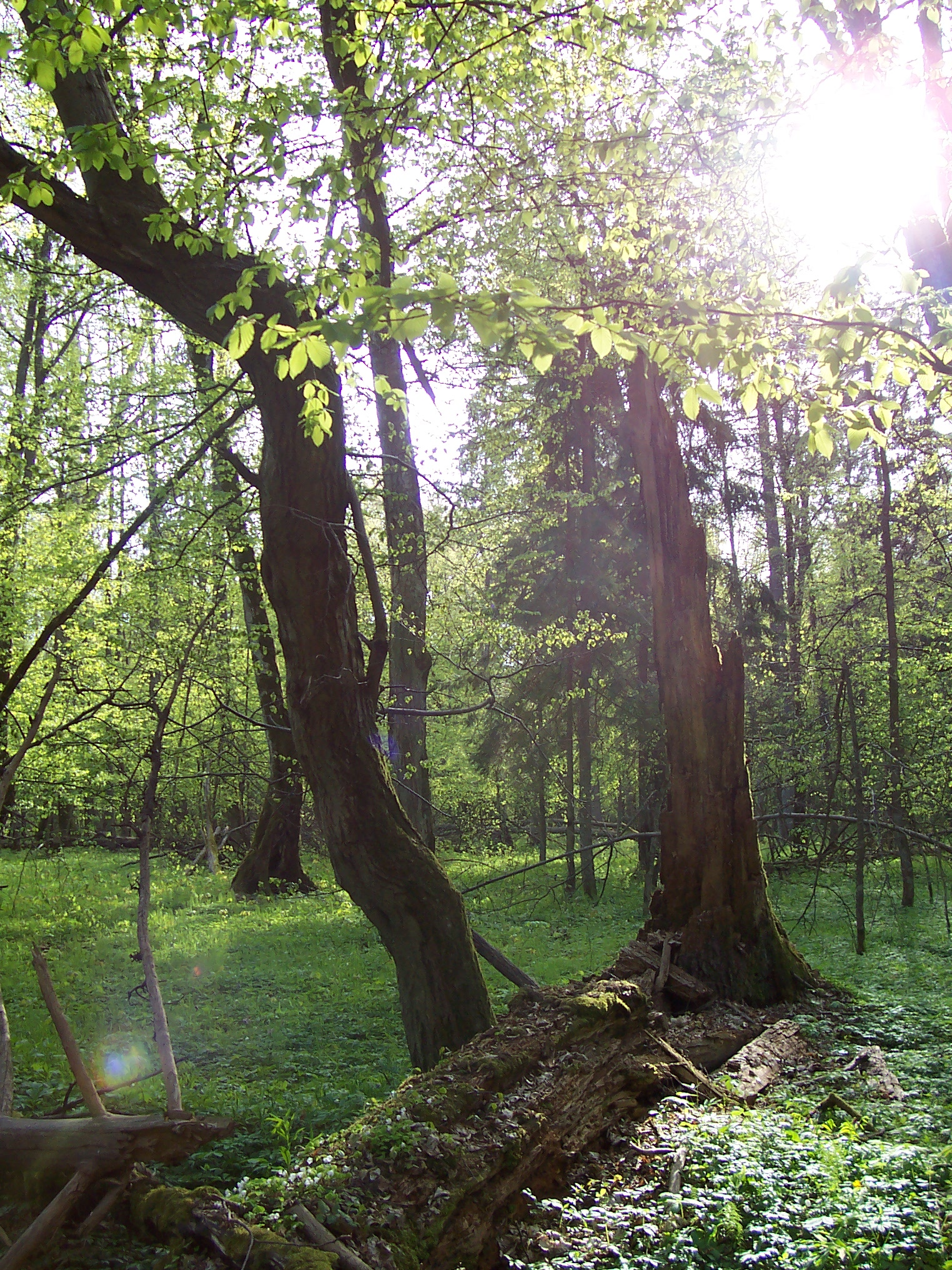
Pohled do slunce.
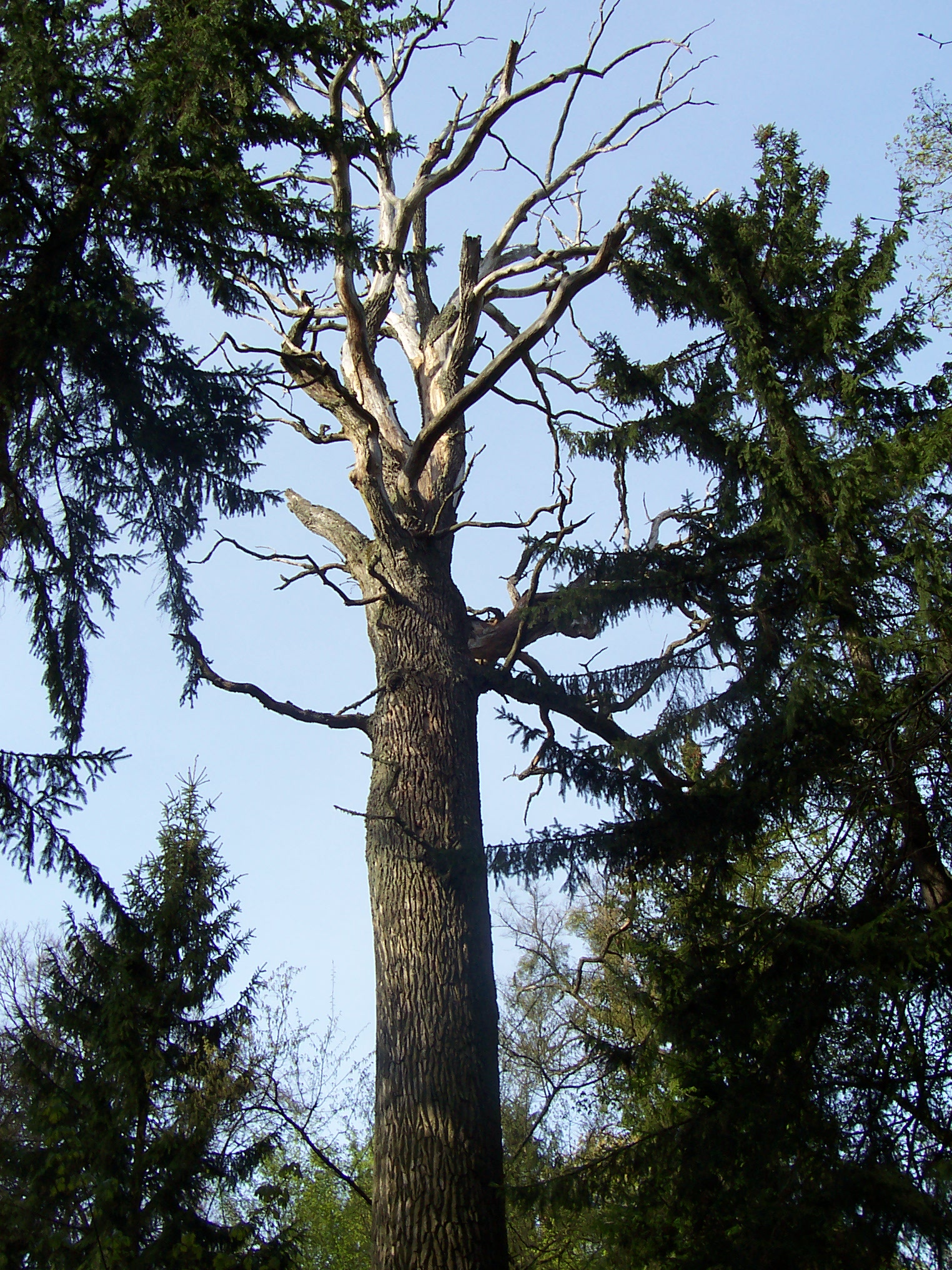
Mrtvé tělo staletého dubu.
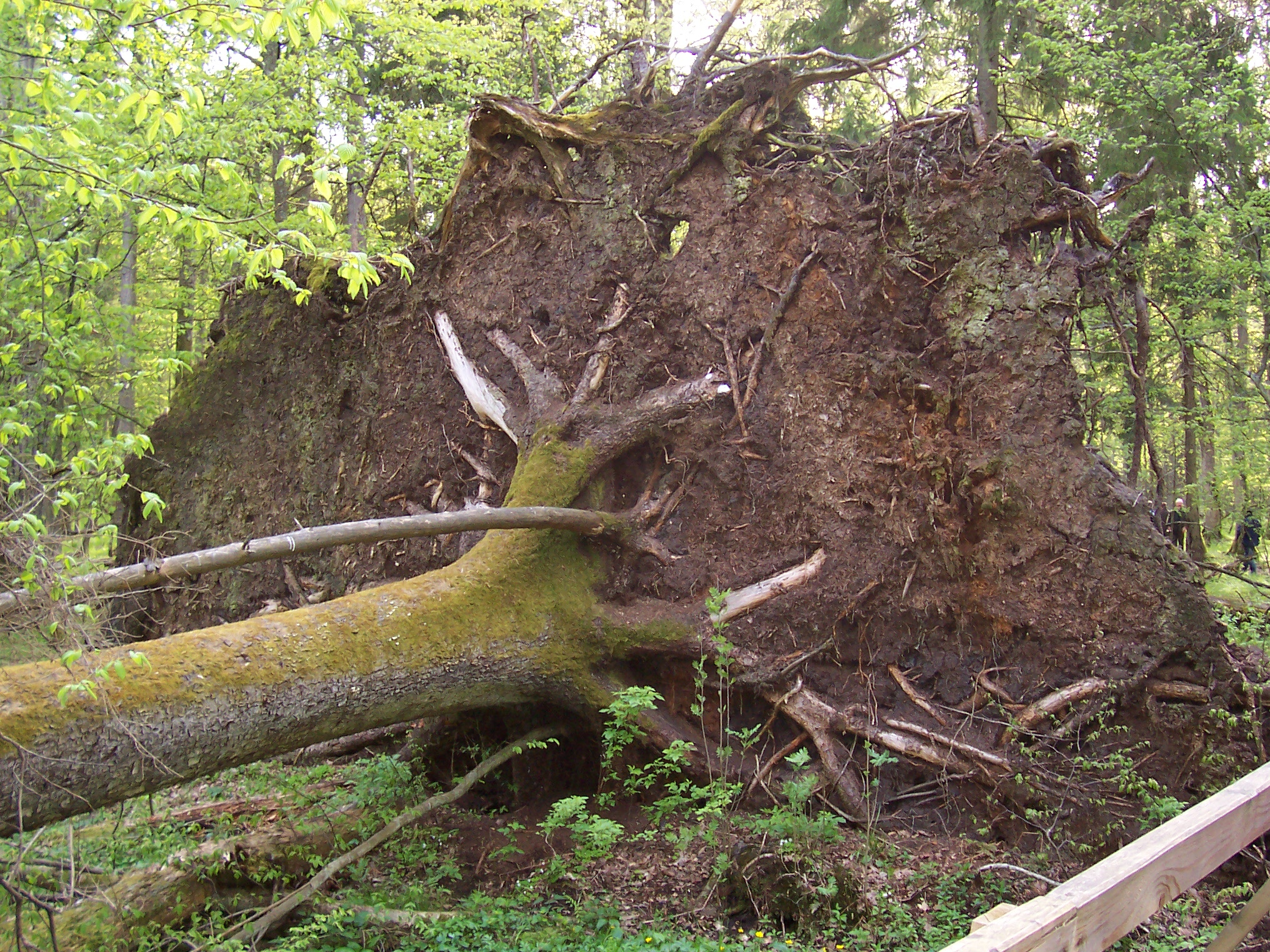
Častým jevem jsou vyvrácené mělcekořenící stromy, které zůstávají ležet na zemi.
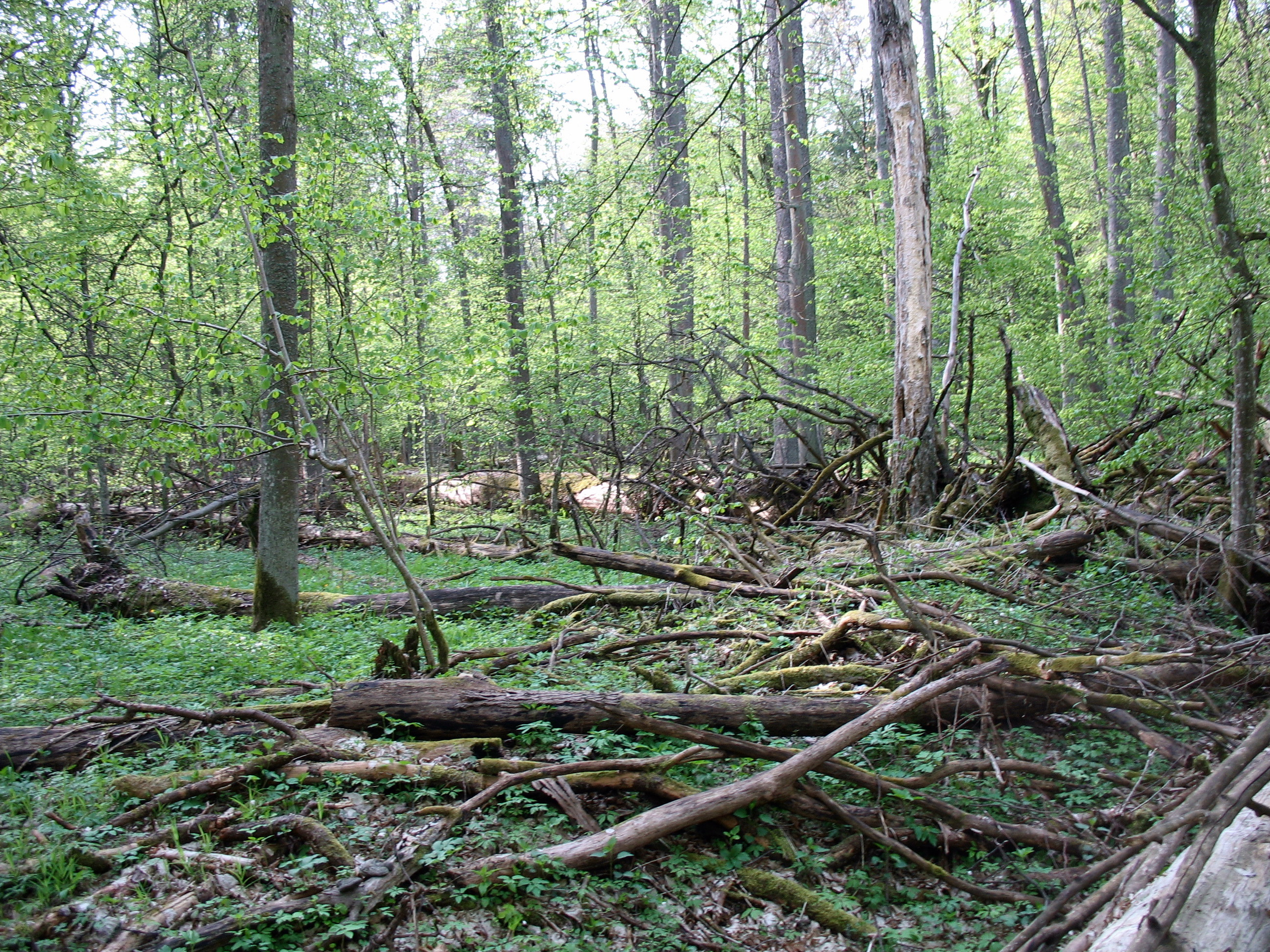
Ležící kmeny jsou nechány na pospas času.
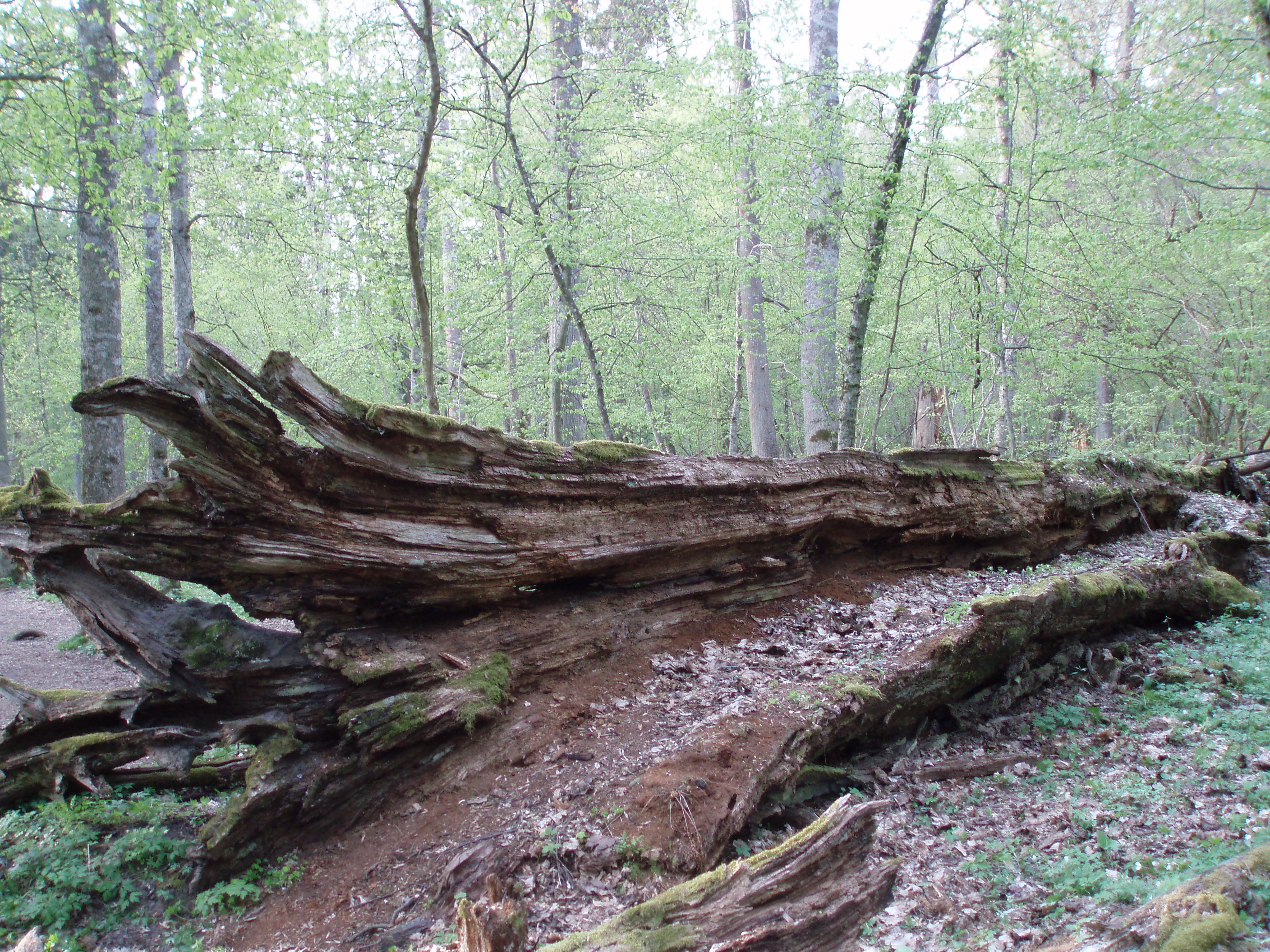
Kmeny zetlí asi za 70 let.
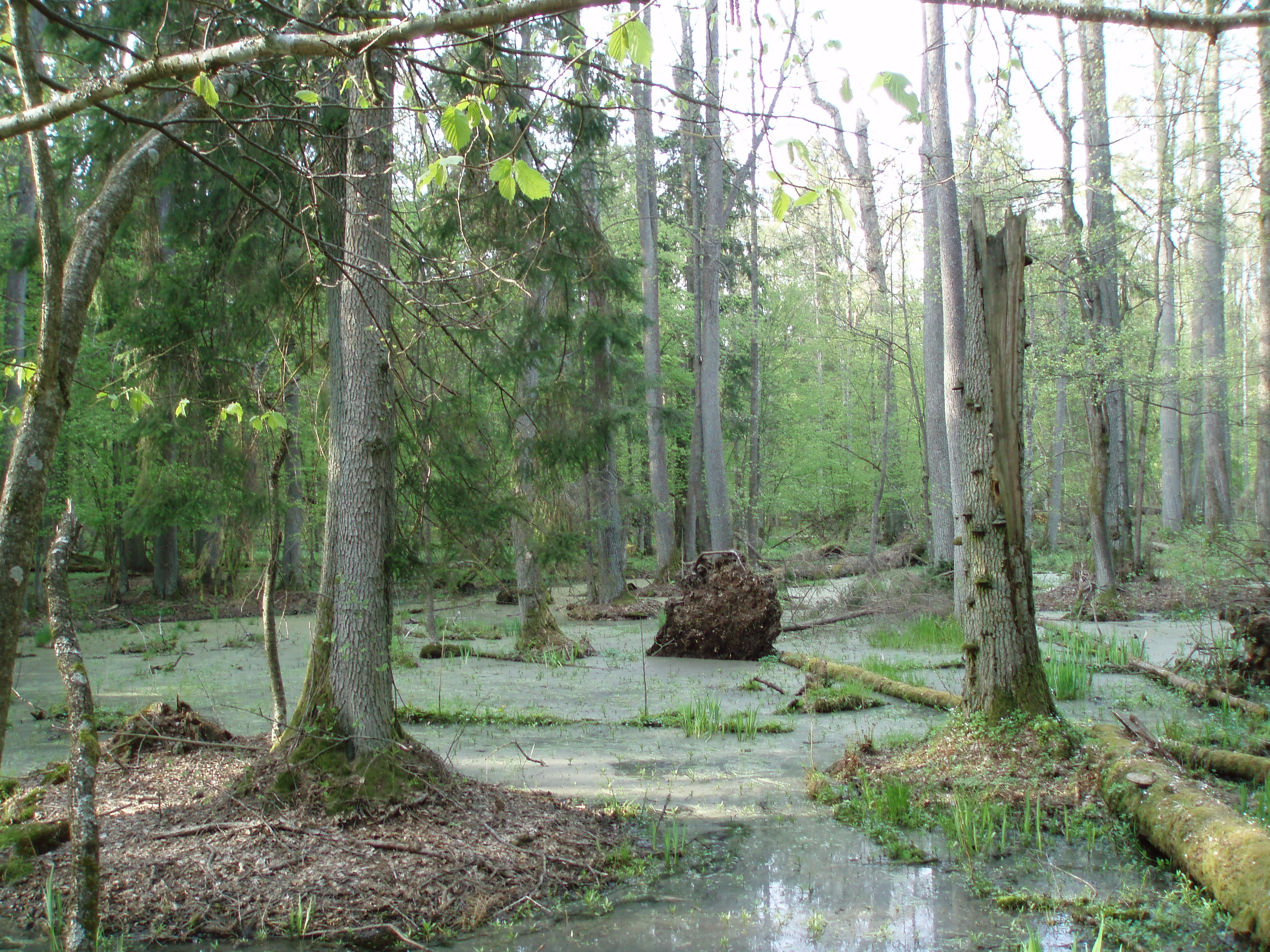
Močál.
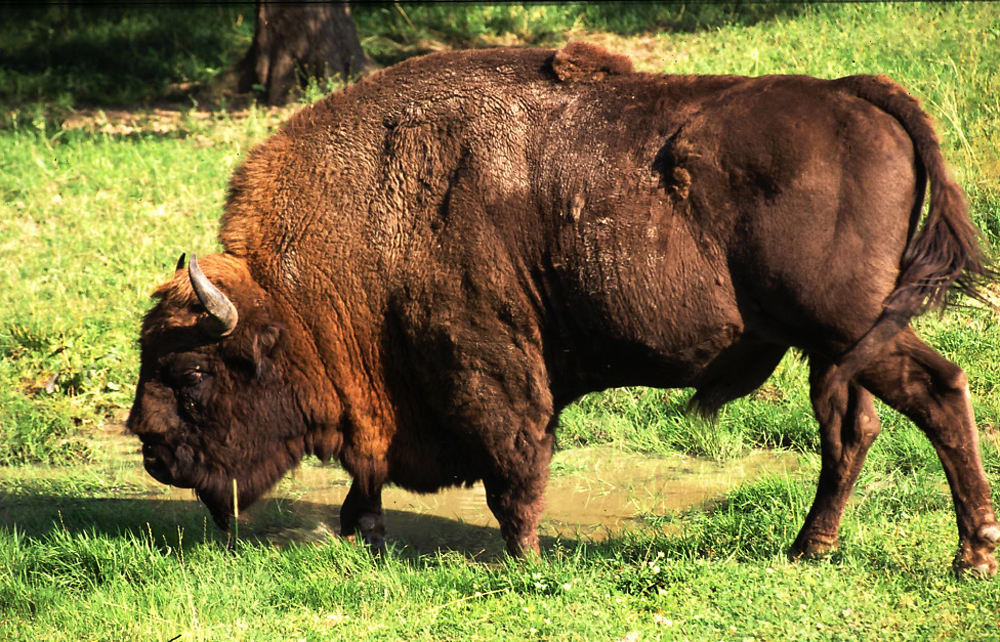
Evropský zubr.
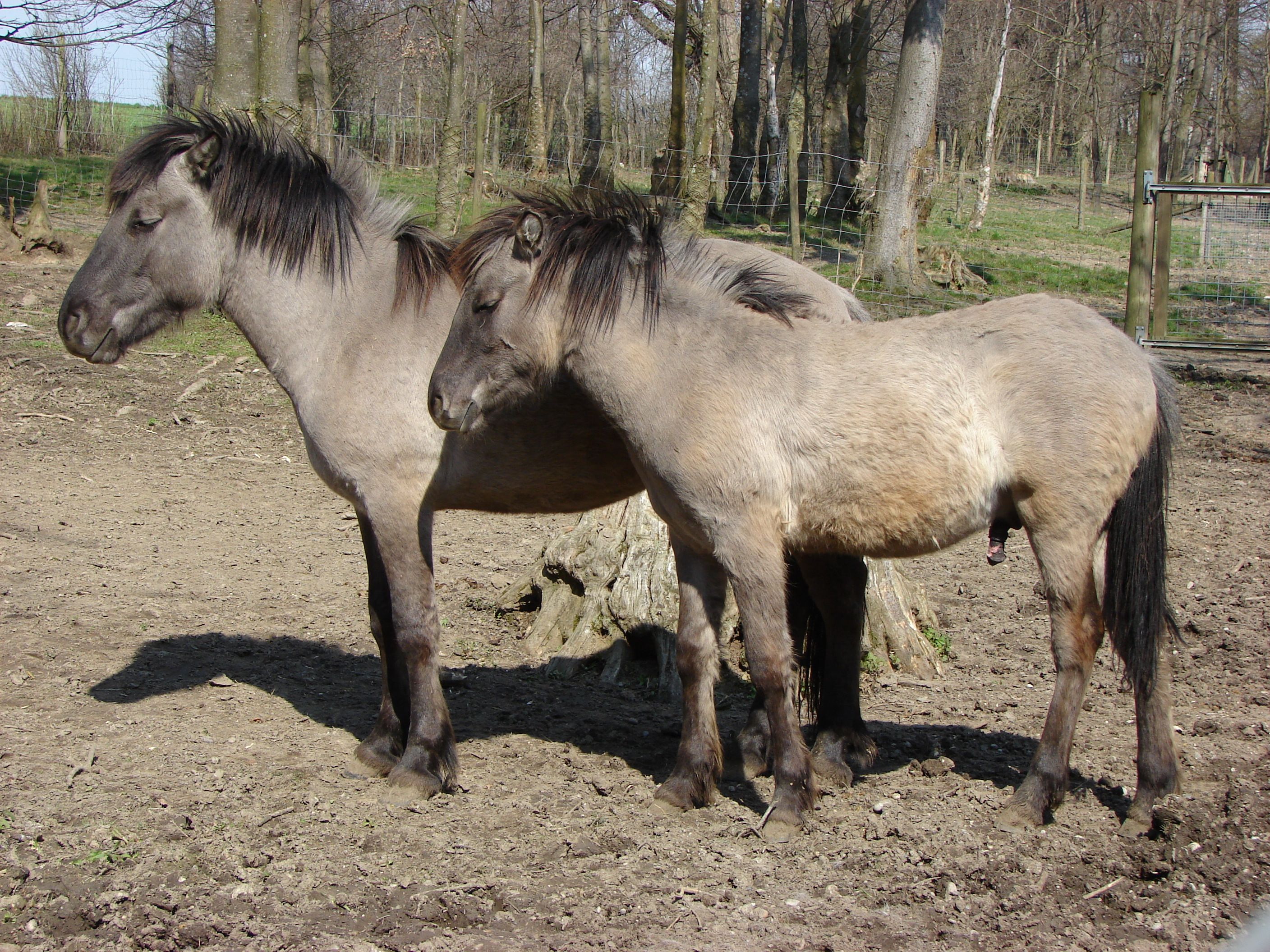
Novodobí tarpani.
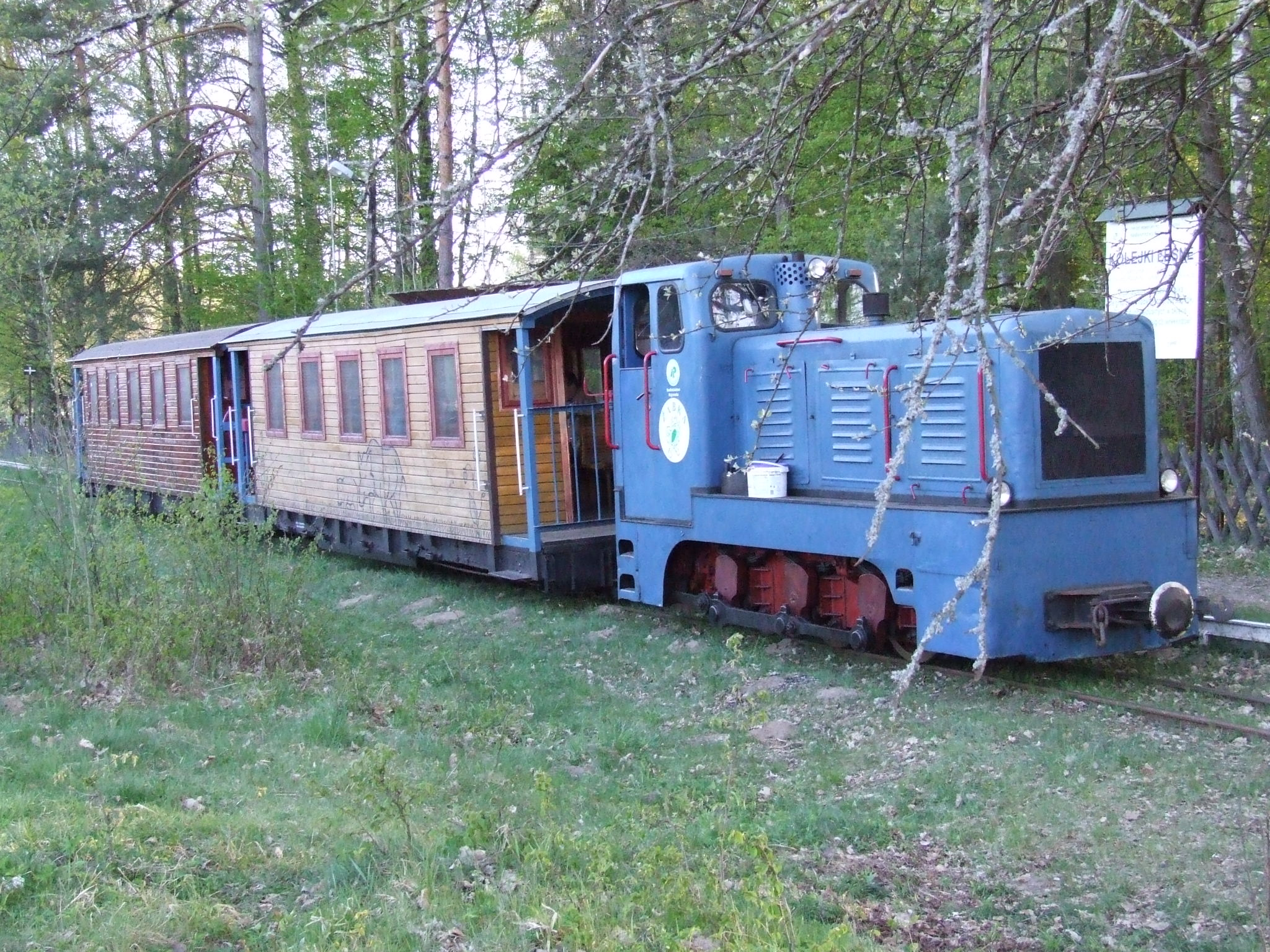
Turistický úzkorozchodný vláček na trase Hajnovka-Topiło v polské části parku.
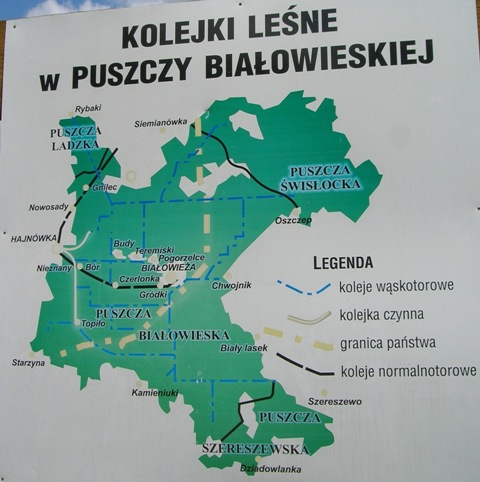
Mapa úzkorozchodných železnic v polské části parku.